# 檢場
檢場（1952年3月14日—），本名王聯國，出生於台灣，台灣知名節目主持人、本土劇男演員，是歌手李翊君丈夫，早期發跡於秀場，「檢場」為其藝名。

## 簡歷
1984年，檢場曾在中視綜藝節目《飛上彩虹》推道具車上舞台。中視綜藝節目《黃金拍檔》中期，原本在節目中間換場時檢場（打雜、換道具）、經常被四位主持人（張菲、倪敏然、徐風與羅江）呼來喚去調侃而走紅的檢場被加入主持群而成「黃金五寶」，檢場藝名即由此而來。
1987年4月，新北市淡水區知名啤酒屋「海中天」成立，張菲擔任董事長，檢場擔任總經理，一時聲勢鼎沸。
近年檢場以演出電視劇為主。

## 主持作品

### 綜藝實境節目
- 《花甲少年趣旅行》檢場與楊貴媚、任容萱、涂善存主持「第三次旅行」。  ( 製作人：映畫傳播、邱玉婷、陳三福、吳楠軒 ）（2022年4月）

| 電視台         | 節目                       |
| -------------- | -------------------------- |
| 台視           | 《彩虹假期》               |
| 中視           | 《黃金拍檔》               |
| 中視           | 《調色盤》                 |
| 中視           | 《歡樂現場》               |
| 中視           | 《天炮》                   |
| 中視           | 《歡樂傳真》               |
| 中視           | 《誰來開口》               |
| 華視           | 《高手過招》               |
| 華視           | 《王牌威龍》               |
| 啟航影視錄影秀 | 《王牌登場》（與張菲主持） |

## 電視劇
| 年度   | 首播                   | 劇名                                        | 飾演           |
| ------ | ---------------------- | ------------------------------------------- | -------------- |
| 1988年 | 中視                   | 《媽媽·吉利·小叮噹》                        | 賊甲           |
| 1989年 | 中視                   | 《京城獵人》                                | 茅山           |
| 1992年 | 中視                   | 《財神爺報到》                              | 戴乃兆         |
| 1992年 | 華視                   | 《劉伯溫傳奇》將計就計                      | 鄭田           |
| 1993年 | 台視                   | 《郁達夫的愛與恨》                          | 孫百剛         |
| 1997年 | 民視                   | 《星座女人系列》-魔羯座：是不是愛情都這麼累 | 李吉           |
| 1998年 | 民視                   | 《台灣作家劇場》-葫蘆巷春夢                 | 江文哲         |
| 1998年 | 民視                   | 《台灣作家劇場》-不歸路                     | 方武男         |
| 1999年 | 民視                   | 《一枝草一點露》                            | 莊金山         |
| 2000年 | 民視                   | 《長男的媳婦》                              | 林溪水         |
| 2000年 | 民視                   | 《民視劇場》-台北超級市民                   | 司機           |
| 2000年 | 民視                   | 《將心比心》                                | 賴連池         |
| 2001年 | 公視                   | 《我還有一隻腳》                            | 周進華         |
| 2001年 | 大愛電視台             | 《阿母醒來吧》                              | 何立信         |
| 2001年 | 大愛電視台             | 《夏夜精選-拼命阿煌》                       | 林連煌         |
| 2002年 | 民視                   | 《世間路》                                  | 方再添         |
| 2002年 | 民視                   | 《愛情風味屋》                              | 周成標         |
| 2002年 | 大愛電視台             | 《生命的豐華》                              | 田憲士         |
| 2003年 | 大愛電視台             | 《智慧花開》                                | 相親男         |
| 2003年 | 大愛電視台             | 《四重奏》                                  | 陳有財         |
| 2003年 | 民視                   | 《家有日本妻》                              | 蘇仰文         |
| 2004年 | 民視                   | 《慾望人生》                                | 邱喜樹         |
| 2004年 | 大愛電視台             | 《擺渡(中)》                                | 王添丁         |
| 2005年 | 大愛電視台             | 《擺渡(下)》                                | 王添丁         |
| 2005年 | 大愛電視台             | 《草山春暉》                                | 高銘宗         |
| 2006年 | 東森綜合台             | 《麻辣一家親》                              | 江一郎         |
| 2006年 | 台視、三立都會台       | 《微笑pasta》                               | 成剛           |
| 2006年 | 大愛電視台             | 《無盡的愛》                                | 曾松茂         |
| 2006年 | 緯來綜合台             | 《我的兒子是老大》                          | 許旺財         |
| 2007年 | 大愛電視台             | 《關山系列(五)-晚晴》                       | 蕭敬楓         |
| 2007年 | 大愛電視台             | 《關山系列(六)-蕭醫師週記》                 | 蕭敬楓         |
| 2007年 | 台視、三立都會台       | 《鬥牛，要不要》                            | 伊全武         |
| 2007年 | 台視                   | 《星星知我心2007》                          | 梁義山         |
| 2008年 | 大愛電視台             | 《竹音深處》                                | 楊父           |
| 2008年 | 華視                   | 《不良笑花》                                | 蔣大樹         |
| 2008年 | 中視                   | 《牽牛花開的日子》                          | 陳自強         |
| 2008年 | 三立台灣台             | 《真情滿天下》                              | 方國強         |
| 2008年 | 大愛電視台             | 《台九線上的愛》                            | 張父           |
| 2009年 | 台視、三立都會台       | 《比賽開始》                                | 林火旺         |
| 2009年 | 中視                   | 《閃亮的日子》                              | 餐廳老闆       |
| 2009年 | 大愛電視台             | 《幸福的起點》                              | 工廠老闆       |
| 2010年 | 大愛電視台             | 《我的尪我的某》                            | 李萬居         |
| 2010年 | 華視                   | 《帶子英雄》                                | 王有全         |
| 2010年 | 大愛電視台             | 《那一年鳳凰花開時》                        | 王武鄉         |
| 2010年 | 三立台灣台             | 《家和萬事興》                              | 林水波         |
| 2011年 | 大愛電視台             | 《我愛美金》                                | 廖火木         |
| 2011年 | 大愛電視台             | 《仙女不下凡》                              | 廖桑           |
| 2011年 | 大愛電視台             | 《醜醜好菓子》                              | 曾瑞洋         |
| 2011年 | 大愛電視台             | 《美味人生》                                | 陳父           |
| 2011年 | 大愛電視台             | 《我兒阿輝》                                | 發財伯         |
| 2011年 | 三立台灣台             | 《牽手》                                    | 主持人(客串)   |
| 2012年 | 三立都會台             | 《愛上巧克力》                              | 洪忠心         |
| 2012年 | 大愛電視台             | 《心和萬事興》                              | 陳父           |
| 2012年 | 大愛電視台             | 《雨露》                                    | 劉父           |
| 2012年 | 三立都會台、東森綜合台 | 《剩女保鏢》                                | 杜立德         |
| 2012年 | 大愛電視台             | 《白袍的約定》                              | 葉清養         |
| 2012年 | 大愛電視台             | 《家好月圓》                                | 游增輝         |
| 2013年 | 台視、三立都會台       | 《金大花的華麗冒險》                        | 歐陽豐         |
| 2013年 | 台視、三立都會台       | 《真愛黑白配》                              | 周大寬         |
| 2014年 | 三立台灣台             | 《熱海戀歌》                                | 吳天豐         |
| 2014年 | 台視                   | 《雨後驕陽》                                | 黃榮燦         |
| 2014年 | 台視、三立都會台       | 《愛上兩個我》                              | 陶得力         |
| 2014年 | 三立都會台、東森綜合台 | 《幸福兌換券》                              | 王金榮         |
| 2014年 | 大愛電視台             | 《河畔卿卿》                                | 邱連道         |
| 2015年 | 中視                   | 《超級大英雄》                              | 洪常喜         |
| 2015年 | 三立都會台、東森綜合台 | 《好想談戀愛》                              | 夏榮發         |
| 2015年 | 愛奇藝                 | 《校花的贴身高手》                          | 楚鵬展         |
| 2015年 | 大愛電視台             | 《萬里桂花香》                              | 吳盛德         |
| 2015年 | 大愛電視台             | 《葡萄藤下的春天》                          | 張福錢         |
| 2015年 | 三立台灣台             | 《甘味人生》                                | 飛龍師（客串） |
| 2016年 | 三立都會台、東森綜合台 | 《1989一念間》                              | 葉慶雄         |
| 2016年 | 三立都會台、東森綜合台 | 《我的極品男友》                            | 吾家興         |
| 2016年 | 三立台灣台             | 《紫色大稻埕》                              | 蔣渭川         |
| 2016年 | 台視、三立都會台       | 《浮士德的微笑》                            | 唐安生         |
| 2016年 | 台視                   | 《700歲旅程》                               | 陳正榮         |
| 2017年 | 三立台灣台             | 《一家人》                                  | 許銘宗         |
| 2017年 | CHOCO TV               | 《搖滾畢業生》                              | 夏康坤         |
| 2018年 | 台視                   | 《高塔公主》                                | 殷文雄         |
| 2018年 | 台視                   | 《愛的3.14159》                             | 趙院長         |
| 2018年 | 大愛電視台             | 《阿英的成長日記》                          | 張志松         |
| 2018年 | 大愛電視台             | 《超完美任務》                              | 葉父           |
| 2019年 | 八大戲劇台             | 《我是顧家男》                              | 徐福           |
| 2019年 | 公視                   | 《我們與惡的距離》                          | 李功軻         |
| 2019年 | 台視、八大綜合台       | 《我們不能是朋友》                          | 王董           |
| 2019年 | 公視                   | 《苦力》                                    | 趙興國         |
| 2019年 | 八大綜合台             | 《一起幹大事》                              | 香腸伯         |
| 2019年 | 大愛電視台             | 《人生二十甲》                              | 陳阿秋         |
| 2019年 | 客家電視台             | 《四分之3》                                 | 曾泰源         |
| 2020年 | 大愛電視台             | 《大林學校》                                | 林聰明         |
| 2020年 | 華視、三立都會台       | 《廢財闖天關》                              | 夏志明         |
| 2020年 | HBO Asia               | 《戒指流浪記》                              | 李正賢         |
| 2021年 | 東森戲劇台             | 《王牌辯護人》                              | 李盛泰         |
| 2021年 | 華視、三立都會台       | 《廢財闖天關2》                             | 夏志明         |
| 2022年 | 大愛電視台             | 《隨風 隨緣》                               | 廖丁煌         |
| 2022年 | 大愛電視台             | 《天下第一招》                              | 楊丁炎         |
| 2022年 | 華視、三立都會台       | 《門當互懟愛上你》                          | 吳杉貴         |
| 2023年 | 公視、LINE TV          | 《國際橋牌社外傳：和平歸來》                | 盧秀雄         |
| 2024年 | TVBS歡樂台             | 《完全省錢戀愛手冊》                        | 簡浮雲         |
| 2024年 | 公視台語台、華視       | 《勇氣家族》                                | 張明三         |
| 2025年 | 大愛電視台             | 《生日快樂》                                | 勝實父         |
| 2025年 | 三立台灣台             | 《願望》                                    | 王董(客串)     |
| 2025年 | TVBS歡樂台             | 《舊金山美容院》                            |                |

## 電影
| 年度   | 片名                     | 飾演     |
| ------ | ------------------------ | -------- |
| 1985年 | 《快樂寶貝》             |          |
| 1986年 | 《二手貨》               |          |
| 1988年 | 《記得當時年紀小》       |          |
| 1988年 | 《報告典獄長》           |          |
| 1989年 | 《人鬼狐新傳》           |          |
| 2007年 | 《泥巴色的純白》         | 鍾爺     |
| 2016年 | 《神廚》                 | 趙師傅   |
| 2017年 | 《老師，你會不會回來？》 | 廟公     |
| 2020年 | 《你的情歌》             | 高中校長 |
| 2023年 | 《我和我的賽車老爸》     | 慎叔     |

## 音樂錄影帶
- 2020年 光良 《想你了》
- 2020年 黃路梓茵 《上美麗的情歌》

## 獎項紀錄

### 金鐘獎
| 年份   | 獲提名           | 獎項                          | 結果 |
| ------ | ---------------- | ----------------------------- | ---- |
| 2001年 | 《阿母醒來吧》   | 第36屆金鐘獎 戲劇節目男主角獎 | 提名 |
| 2004年 | 《四重奏》       | 第39屆金鐘獎 戲劇節目男主角獎 | 提名 |
| 2009年 | 《台九線上的愛》 | 第44屆金鐘獎 戲劇節目男配角獎 | 提名 |

### 華劇大賞
| 年份   | 獲提名           | 獎項                         | 結果 |
| ------ | ---------------- | ---------------------------- | ---- |
| 2013年 | 《真愛黑白配》   | 第2屆華劇大賞 最佳師奶殺手獎 | 提名 |
| 2014年 | 《幸福兌換券》   | 第3屆華劇大賞 最佳師奶殺手獎 | 提名 |
| 2014年 | 《愛上兩個我》   | 第3屆華劇大賞 最佳師奶殺手獎 | 提名 |
| 2016年 | 《我的極品男友》 | 第5屆華劇大賞 最佳實力派演員 | 提名 |

## 家庭
女兒王敏淳，本名王品淳（Chanel），2001年1月10日出生，高二，本就讀臺北市私立立人國際國民中小學，後轉學就讀新北市新店康橋雙語學校秀岡校區。2018年底考上美國伯克利音樂學院並前往就讀。

## 外部連結
- 檢場的Facebook專頁
- 檢場的新浪微博
- 檢場在互联网电影资料库（IMDb）上的資料（英文）
- 檢場在香港影庫上的簡介
- 檢場在豆瓣上的资料（简体中文）
- 檢場在时光网上的簡介（简体中文）